# De werken van Hercules
De werken van Hercules is een serie korte verhalen geschreven door Agatha Christie. Het werk werd voor het eerst gepubliceerd in de Verenigde Staten door Dodd, Mead and Company in 1947 onder de titel The labours of Hercules. Datzelfde jaar kwam het ook uit in het Verenigd Koninkrijk via Collins Crime Club. In 1952 verscheen het werk in het Nederlands (vertaald door Cornelia Brinkman).
Hoofdpersonage is de detective Hercule Poirot. De titels van de verhalen verwijzen naar De twaalf werken van Herakles.

## Verhalen

### Voorwoord
Hercule Poirot is op bezoek bij Dr Burton, medewerker van het All Souls College in Oxford waar men een discussie heeft over enkele paragrafen uit Ilias van Homerus. Al snel heeft men het over de naam die ouders aan hun kinderen geven en of deze enigszins gerelateerd is met een beroemde voorganger. De aanwezigen vragen zich af of de naam Hercule Poirot iets te maken heeft met Herakles. Poirot gaat op zoek of hij in het verleden ook twaalf werken heeft verricht die hij kan linken met Herakles.

### De leeuw van Nemea
Miss Lemon vindt een eerste zaak waar de Pekinees van Joseph Hoggins vrouw werd ontvoerd. Het dier werd vrijgelaten na het versturen van tweehonderd pond losgeld naar een adres in Boomsburry. Hoggin had het hierbij willen laten, maar tezelfdertijd werd ook de hond van mevrouw Carnaby, een chowchow-achtige dewelke Poirot omschrijft als een leeuw, in het park gestolen. Ook zij ontving een brief met de vraag om het losgeld te sturen naar een hotel in Boomsburry.

### De hydra van Lerna
Dokter Charles Oldfield schakelt de hulp in van Poirot. Zijn vrouw stierf een jaar eerder naar aanleiding van maagzweren. Sindsdien gaan er in de stad geruchten rond dat zij door Charles werd vergiftigd met arseen. Mensen mijden zijn praktijk en Charles heeft zelfs al brieven aangekregen die met een gifstof werden geschreven. Charles heeft de geruchten al trachten te weerleggen, maar deze herstarten steeds weer. Hij vergelijkt dit met de kop van een Hydra: als de ene groep stopt met de geruchten, begint een andere opnieuw.

### De hinde van Keryneia
Poirot is genoodzaakt om in een herberg te overnachten nadat zijn auto het begaf. De autohersteller is de uiterst knappe en gespierde Ted Williamson, die lijkt op een Griekse godheid. Hij vraagt Poirot om op zoek te gaan naar Nita, een kamermeisje waar hij verliefd op werd. Ze spraken enkele keren af, maar Nita daagde niet op tijdens de laatste afspraak en sindsdien werd ze niet meer gezien. Toen Ted aan het huis kwam waar ze werkte, vernam hij dat er sinds kort een nieuwe meid werkt.
Uiteindelijk achterhaalt Poirot dat Nita in werkelijkheid Bianca Valetta heet en de meid is van de beroemde Russische danseres Katrina Samoushenka. Nita keerde enkele maanden geleden terug naar Pisa en stierf niet veel later aan een blindedarmontsteking. Er is wel een probleem: Bianca had donker haar, terwijl Nita hoogblond was. Poirot reist terug naar Zwitserland om Katrina nogmaals te verhoren. Uiteindelijk geeft ze toe dat ze zich aan Ted Williams voorstelde als Nita om zo incognito te blijven.

### Het Erymanthische zwijn
Poirot is nog steeds in Zwitserland en krijgt een brief van lokale commissaris Lementeuil dat Marrascaud Frankrijk heeft verlaten na de moord op Salley. Lementeuil vermoedt dat Marrascaud in het hotel op de top van de berg verblijft. Lementeuil omschrijft Marrascaud als een wild zwijn.
Poirot neemt zijn intrek in het hotel, maar stelt zich voor als de zijdehandelaar Poirier. Al snel is duidelijk dat de hotelmanager niet bekwaam lijkt, in tegenstelling tot ober Gustave. Verder zijn er onder andere nog de Amerikaanse toerist Schwartz, mevrouw Grandier die elk jaar het hotel bezoekt en de Joodse dokter Lutz.
Poirot achterhaalt dat Gustave in werkelijkheid Marrascaud is en dat dokter Lutz plastische chirurgie uitvoerde om hem een ander uiterlijk te geven.

### De stallen van Augias
Eerste Minister Edward Ferrier schakelt de hulp in van Poirot. De vorige Eerste Minister John Hammett is zijn schoonvader. John werd misleid en investeerde in dubieuze zaken. Om een politiek schandaal te vermijden, nam John ontslag en volgde Edward hem op.
Een tabloid is dit verhaal te weten gekomen en wil het publiceren. Edward schakelt de hulp in om die publicatie te vermijden. Poirot is niet geïnteresseerd tot wanneer een secretaris de woorden "De stallen van Augias" vermeldt. Poirot brengt een bezoek aan de tabloid omdat hij vernam dat eigenaar Percy Perry geld had aangenomen om niet-uitgegeven edities te kopen. Echter, Percy weerlegt dit.
Niet veel later is er een nieuw schandaal: in de tabloid verschijnen foto's met daarop mevrouw Ferrier en een Amerikaanse gigolo. Poirot merkt op dat op de betreffende foto niet mevrouw Ferrier staat, maar wel een dubbelgangster: Thelma Anderson. Door deze verklaring aanziet het Britse volk de beschuldigingen richting mevrouw Ferrier en John Hammet als pure roddels. Poirot verklapt tegen Edward dat hijzelf Thelma inhuurde en de foto's trok om zo uiteindelijk beide namen te zuiveren.

### De Stymphalische vogels
Harold Waring is op bezoek in (het fictieve land) Herzoslovakia. Er zijn nog twee andere gasten die Engels spreken: mevrouw Rice en haar dochter Elsie. Elsie is getrouwd met de uiterst agressieve en jaloerse Philip. Verder zijn er ook nog twee Poolse zussen. doordat zij een eerder kromme neus hebben en een zwarte mantel dragen, krijgt Harold het beeld dat ze kwaadaardige vogels zijn.
's Avonds staat Philip onverwacht in het hotel. Hij heeft van een van de Poolse zussen vernomen dat Harold een relatie heeft met Elsie. Daardoor ontstaat een gevecht waarbij Elsie een presse-papier naar Philip gooit. Philip valt neer op de grond. Een half uur later meldt mevrouw Rice dat Philip is overleden aan de verwondingen. Mevrouw Rice wil de politie omkopen zodat Philip zogezegd stierf aan een natuurlijke dood. Omdat zij niet over het nodige geld beschikt, kan ze Harold overtuigen om haar het geld te lenen.
Harold ontmoet Hercule Poirot eerder toevallig tijdens een wandeling in Herzoslovakia en vertelt hem het complete verhaal. Poirot ziet onmiddellijk een connectie tussen de twee zussen en de Stymphalische Vogels. Poirot achterhaalt dat Philip Clayton niet bestaat, maar dat mevrouw Rice zich verkleedde als man. Zo trachtte ze geld af te troggelen van Harold.

### De stier van Kreta
Hugh Chandler zou trouwen met Diana Maberly. Hij haakte af omdat hij dacht dat hij gek zou worden omwille van een bewezen erfelijke ziekte. Admiraal Chandler heeft Hugh al uit het leger gehaald voordat de symptomen van ziekte zouden opduiken. Echter, dit werd hem verzwegen en hij komt terug om zogezegd op het landgoed te letten. Sinds zijn terugkeer zijn in de omstreken de kelen van verschillende schapen doorgesneden. Verder wil de admiraal niet dat de dokter Hugh onderzoekt. Diana vindt dit verdacht en schakelt Poirot in.
De volgende nacht wordt Hugh gevonden met een bebloed mes: hij heeft de kat vermoord. Hugh verklaart dat hij in het bos op konijnen wou jagen. Later bekent hij dat hij zelfmoord wou plegen.
Poirot achterhaalt dat Hugh wordt vergiftigd met Datura, een plant die hallucinaties opwekt. Verder is admiraal Chandler niet de vader van Hugh, maar wel kolonel Frobisher die ooit een affaire had met mevrouw Chandler en later naar India verhuisde.
De admiraal ontkent dit. Niet veel later gaat hij met een geweer het bos in en hoort men een schot. Of de admiraal werkelijk dood is, wordt niet vermeld.

### De paarden van Diomedes
Michael Stoddart was aanwezig op het feestje van Patience Grace waar cocaïne werd gebruikt. Patience had een discussie met haar vriend Anthony Hawker en schoot op hem. Er was enkel een vleeswonde. Nu vindt Michael in Patience's appartement Sheila Grant. Ze heeft nog twee zussen en haar vader is generaal Grant. Sheila voelt zich miserabel omwille van de gevolgen van de cocaïne. Michael vraagt Poirot om haar over de gevaren van cocaïne te vertellen.
Poirot achterhaalt dat de drie zussen totaal geen familie van elkaar zijn en dat Grant ook geen generaal is. Zij zijn allen lid van een internationale drugsbende.

### De gordel van Hippolyte
Alexander Simpson vraagt Poirot om te helpen in het onderzoek naar een schilderij van Peter Paul Rubens dat uit zijn galerij werd gestolen. Volgens Alexander werd het schilderij overgebracht naar Frankrijk.
Rond dezelfde tijd is Winnie King per trein onderweg naar een exclusieve school. Zij verdween, maar haar hoed werd later naast de sporen gevonden. Enige tijd later wordt ze gevonden op enkele kilometers van Amiens. Volgens de dokter werd ze gedrogeerd en heeft ze geheugenverlies.
Poirot achterhaalt dat Winnie nooit de trein heeft genomen, maar iemand die sterk op haar leek. Aan de school is wel Winnie's koffer aangekomen. In de koffer zit een lelijk schilderij. Poirot merkt op dat onder dat schilderij het echte zit waardoor het meesterwerk is gevonden. Dat schilderij zou worden opgehaald door enkele boeven die zich als politie zouden voordoen om de zaak van de verdwenen Winnie op te lossen.

### De kudde van Geryones
Mevrouw Carnaby schakelt de hulp van Poirot in. Haar vriendin Emmeline Clegg is weduwe. Sinds enige tijd is ze lid van de sekte "The Flock of the Shepherd" die wordt geleid door de charismatische Andersen. Leden dienen hun volledige erfenis te schenken aan de sekte. Carnaby kent drie andere weduwen die lid waren van de sekte. Zij stierven allemaal binnen het jaar in hun eigen huis aan een natuurlijke dood. Toch wantrouwt Carnaby deze sekte en ze vraagt Poirot om samen undercover te gaan.
Inspecteur Japp achterhaalt dat Andersen les gaf aan een Duitse universiteit, maar het land uit vluchtte omdat zijn moeder Joods was. Verder vindt Japp niets verdacht aan de dood van de drie weduwen. Poirot is het niet eens en aanziet Andersen als het monster Geryon. Mevrouw Carnaby sluit zich aan bij de sekte. Tijdens een van de bijeenkomsten voelt ze een prik in haar arm en krijgt daarna een euforisch gevoel.
Poirot en Carnaby hebben later een gesprek met Andersen. Ze maken hem wijs dat Carnaby de sekte een aanzienlijke som geld zal nalaten en dat ze problemen heeft met haar longen. Ook zeggen ze dat mevrouw Clegg weldra een nog grotere erfenis zal ontvangen van een tante.
Later blijkt dat de leden tijdens ceremonies worden ingespoten met Hasjiesj. Dat is niet het enige: wanneer Andersen geld wil erven, spuit hij iemand in met een gevaarlijke bacterie die een ziekte veroorzaakt aan iets waar het lid al last van had. Omwille van haar zogezegd slechte longen, zou men bij Carnaby tuberculose inspuiten.

### De gouden appels van de Hesperiden
Poirot krijgt bezoek van Emery Power. Tien jaar eerder kocht hij op een beurs onder andere een gouden miskelk die vermoedelijk werd gemaakt door Benvenuto Cellini voor de moord op Paus Alexander VI. Op de kelk stonden een slang en appelbomen. Power betaalde dertigduizend Britse ponden, maar de goederen werden al gestolen nog voordat Power ze in bezit kreeg. Onderzoek duidde Patrick Casey aan als vermoedelijke dader, maar hij stierf niet veel later.
Poirot pluist de achtergrond van Casey uit. Zijn vrouw is ondertussen ook dood, hun dochter is ingetreden als non in het klooster en hun zoon zit al enige tijd in een Amerikaanse gevangenis.
Poirot zoekt het klooster op, maar Casey's dochter is ondertussen overleden. Uiteindelijk vindt Poirot de miskelk in het klooster. De zusters waren niet op de hoogte van de waarde van de kelk. Ze dachten dat dit een ordinaire miskelk was die Casey's dochter destijds had meegebracht.

### De ontvoering van Cerberus
Poirot heeft met gravin Vera Rossakoff een afspraak in de Londense nachtclub "In Hell" die is ingericht als de hel zoals deze door verschillende culturen wordt beschreven. Er is ook een hond aanwezig met de naam Cerberus. Verder ontmoeten ze psychologe Alice Cunningham, Rossakoffs toekomstige schoondochter. Poirot meent in de nachtclub een medewerkster van Scotland Yard te herkennen. Dit wordt hem de volgende dag bevestigd door Japp: in de nachtclub wisselen rijke dames hun juwelen om voor drugs waarbij ze een valse replica van het juweel krijgen. Daarna gaan de vrouwen naar de politie om aangifte te doen van de diefstal en trachten ze de waarde van het juweel terug te vorderen via de verzekeringen.
Poirot achterhaalt dat Alice de drugs verdeelt en de hond hierbij gebruikt.

## Adaptatie
Enkele verhalen uit "De Werken van Hercules" werden gecombineerd verfilmd voor de reeks Agatha Christie Poirot's met David Suchet in de rol van Poirot. Het gaat hier om de combinatie van de "Hinde van Keryneia", "Het Erymanthische Zwijn," "De  Stymphalische vogels," "De gordel van Hippolyte" and "De ontvoering van Cerberus". Daarbij bevat het verhaal ook nog elementen van The Lemesurier Inheritance.
Het verhaal in deze aflevering is wel ietwat anders. Poirot wordt gevraagd om tijdens een kunstwerkententoonstelling een oogje in het zeil te houden. Wellicht zal de kunstdief Marrascaud trachten om een diefstal te plegen. Lucinde LeMesurier wordt gebruikt als lokaas door haar een dure ketting te laten dragen. Hoewel er scherpe veiligheidsvoorzieningen zijn, wordt Lucinda vermoord. Naast haar ketting is ook nog een schilderij van Rubens gestolen. Verder is in dit verhaal Alice Cunningham uiteindelijk Marrascaud en niet Gustave.